# هاتشيمانتاي (إيواته)
مدينة هاتشيمانتاي (بالإنجليزية: Hachimantai)‏ هي أحد المدن التابعة لمحافظة إيواته. تأسست رسميًا في 01/09/2005. ويقدر عدد سكانها بـ 29993 نسمة حسب تقدير مكتب الإحصاء الياباني لعام 2012. تبلغ مساحة هاتشيمانتاي 862.25 كم2. بكثافة سكانية تبلغ 34.8 نسمة/كم2.

## المناخ
يظهر الجدول التالي التغييرات المناخية على مدار السنة لهاتشيمانتاي:
| البيانات المناخية لـهاتشيمانتاي        | البيانات المناخية لـهاتشيمانتاي | البيانات المناخية لـهاتشيمانتاي | البيانات المناخية لـهاتشيمانتاي | البيانات المناخية لـهاتشيمانتاي | البيانات المناخية لـهاتشيمانتاي | البيانات المناخية لـهاتشيمانتاي | البيانات المناخية لـهاتشيمانتاي | البيانات المناخية لـهاتشيمانتاي | البيانات المناخية لـهاتشيمانتاي | البيانات المناخية لـهاتشيمانتاي | البيانات المناخية لـهاتشيمانتاي | البيانات المناخية لـهاتشيمانتاي | البيانات المناخية لـهاتشيمانتاي |
| الشهر                                  | يناير                           | فبراير                          | مارس                            | أبريل                           | مايو                            | يونيو                           | يوليو                           | أغسطس                           | سبتمبر                          | أكتوبر                          | نوفمبر                          | ديسمبر                          | المعدل السنوي                   |
| -------------------------------------- | ------------------------------- | ------------------------------- | ------------------------------- | ------------------------------- | ------------------------------- | ------------------------------- | ------------------------------- | ------------------------------- | ------------------------------- | ------------------------------- | ------------------------------- | ------------------------------- | ------------------------------- |
| الدرجة القصوى °م (°ف)                  | 12.4 (54.3)                     | 12.0 (53.6)                     | 18.0 (64.4)                     | 27.7 (81.9)                     | 31.8 (89.2)                     | 33.5 (92.3)                     | 35.2 (95.4)                     | 35.5 (95.9)                     | 34.0 (93.2)                     | 26.5 (79.7)                     | 20.7 (69.3)                     | 16.9 (62.4)                     | 35.5 (95.9)                     |
| متوسط درجة الحرارة الكبرى °م (°ف)      | 0.6 (33.1)                      | 1.6 (34.9)                      | 5.7 (42.3)                      | 13.7 (56.7)                     | 19.3 (66.7)                     | 23.3 (73.9)                     | 26.2 (79.2)                     | 27.8 (82.0)                     | 22.9 (73.2)                     | 16.9 (62.4)                     | 9.7 (49.5)                      | 3.6 (38.5)                      | 14.2 (57.6)                     |
| المتوسط اليومي °م (°ف)                 | −3.4 (25.9)                     | −2.8 (27.0)                     | 0.9 (33.6)                      | 7.6 (45.7)                      | 13.3 (55.9)                     | 17.6 (63.7)                     | 21.1 (70.0)                     | 22.4 (72.3)                     | 17.5 (63.5)                     | 10.9 (51.6)                     | 4.7 (40.5)                      | −0.3 (31.5)                     | 9.1 (48.4)                      |
| متوسط درجة الحرارة الصغرى °م (°ف)      | −8.4 (16.9)                     | −8.0 (17.6)                     | −4.2 (24.4)                     | 1.3 (34.3)                      | 7.2 (45.0)                      | 12.6 (54.7)                     | 16.9 (62.4)                     | 18.1 (64.6)                     | 12.7 (54.9)                     | 5.2 (41.4)                      | −0.2 (31.6)                     | −4.5 (23.9)                     | 4.0 (39.2)                      |
| أدنى درجة حرارة °م (°ف)                | −21.8 (−7.2)                    | −22.2 (−8.0)                    | −15.4 (4.3)                     | −11.0 (12.2)                    | −2.7 (27.1)                     | 1.7 (35.1)                      | 7.7 (45.9)                      | 7.7 (45.9)                      | 1.3 (34.3)                      | −4.3 (24.3)                     | −11.0 (12.2)                    | −18.0 (−0.4)                    | −22.2 (−8.0)                    |
| المصدر: وكالة الأرصاد الجوية اليابانية |                                 |                                 |                                 |                                 |                                 |                                 |                                 |                                 |                                 |                                 |                                 |                                 |                                 |

## أعلام
- ماساتو هيرانو